# Hyla palliata
Hyla palliata là một loài ếch thuộc họ Nhái bén.
Đây là loài đặc hữu của Paraguay.